# Кристален мост
Кристален мост (на испански: Puente de cristal) е мексиканска теленовела, създадена от Кения Переа, режисирана от Хосе Морис и продуцирана от Ернесто Алонсо за Телесистема мехикано през 1965 г.
В главните роли са Глория Марин и Тони Карбахал.

## Сюжет
Скромната собственичка на закусвалня Вирхиния трябва да даде дъщеря си на семейството на съпруга си, което разполага с достатъчно финансови средства, за да ѝ даде прилично образование.

## Актьори
- Глория Марин – Вирхиния
- Тони Карбахал – Пабло
- Гилермо Агилар – Хилберто
- Анита Бланч – Джеси
- Мигел Мансано – Франк
- Андреа Палма
- Беатрис Шеридан – Каталина

## Премиера
Премиерата на Кристален мост е през 1965 г. по Canal 4.